# Уень (верхний приток Оби)
Уень — река в России, протекает по территории Колыванского района Новосибирской области. Длина реки 23 километра, площадь водосборного бассейна — 963 км².
Отделяется от реки Чаус вблизи её устья на высоте 88 метров над уровнем моря. Течёт вдоль левого берега Оби в общем северо-восточном направлении. В левобережье реки расположены бор Кашламский, по окраине которого она протекает, и озёра Песьяное и Зимняк. В низовьях протекает вдоль дороги Вьюны — Пристань-Почта. Впадает в Обь на 2898 км по её левому берегу у деревни Пристань-Почта на высоте около 87 метра над уровнем моря напротив острова Маленького.
Основные притоки — курья Орская (пр) и река Кашлам (лв).

## Данные водного реестра
По данным государственного водного реестра России относится к Верхнеобскому бассейновому округу, водохозяйственный участок реки — Обь от Новосибирского гидроузла до впадения реки Чулым, без рек Иня и Томь, речной подбассейн реки — бассейны притоков (Верхней) Оби до впадения Томи. Речной бассейн реки — (Верхняя) Обь до впадения Иртыша. Код водного объекта — 13010200712115200006734.